# Contea di Tulare
La contea di Tulare (in inglese Tulare County), è una contea della California (Stati Uniti). Si trova nella regione agricola della Central Valley, a sud di Fresno. Nel 2000, la popolazione ammontava a 368 021 abitanti. Il capoluogo è Visalia.

## Geografia
La contea si trova nel centro-sud dello Stato. Ha un territorio diversificato:  si estende dalla valle di San Joaquin a ovest alla Sierra Nevada a est. Parte del Monte Whitney, il punto più alto degli Stati Uniti contigui, si trova nella contea al confine con la contea di Inyo. Nella contea si trovano parchi e aree protette soprattutto nelle zone montuose, tra cui il parco nazionale di Sequoia, il parco nazionale di Kings Canyon nel nord-est e la foresta nazionale di Inyo a nord-est e la foresta nazionale di Sequoia a sud-est.

### Contee confinanti
- Contea di Fresno - nord
- Contea di Inyo - est
- Contea di Kern - sud
- Contea di Kings - ovest

## Storia
La contea fu creata nel 1852 da parte del territorio della contea di Mariposa. Il nome deriva dall'omonimo lago, che a sua volta fu chiamato così per la pianta nota come tule che cresceva sulle sue rive.

## Comuni[6]

### Cities
- Dinuba
- Exeter
- Farmersville
- Lindsay
- Porterville
- Tulare
- Visalia (capoluogo)
- Woodlake

### Census designated places
| - Allensworth - Alpaugh - California Hot Springs - Camp Nelson - Cedar Slope - Cutler - Delft Colony - Ducor - Earlimart - East Orosi - East Porterville - East Tulare Villa - El Monte Mobile Village - El Rancho - Goshen - Hartland | - Hypericum - Idlewild - Ivanhoe - Jovista - Kennedy Meadows - Lemon Cove - Lindcove - Linnell Camp - London - Matheny - McClenney Tract - Monson - Orosi - Panorama Heights - Patterson Tract - Pierpoint | - Pine Flat - Pixley - Plainview - Ponderosa - Poplar-Cotton Center - Posey - Poso Park - Richgrove - Rodriguez Camp - Sequoia Crest - Seville - Silver City - Springville - Strathmore - Sugarloaf Saw Mill - Sugarloaf Village | - Sultana - Terra Bella - Teviston - Three Rivers - Tipton - Tonyville - Tooleville - Traver - Waukena - West Goshen - Wilsonia - Woodville - Woodville Farm Labor Camp - Yettem |